# لارنس تیبت
لارنس تیبت (انگلیسی: Lawrence Tibbett؛ زاده ۱۶ نوامبر ۱۸۹۶ درگذشته ۱۵ ژوئیهٔ ۱۹۶۰) یک هنرپیشه و خواننده اپرا اهل ایالات متحده آمریکا بود.